# Luigi
Luigi (ルイージ Ruīji?) es un personaje ficticio japonés de videojuegos que fue creado por el diseñador de videojuegos japonés Shigeru Miyamoto, que junto a su hermano Mario, forman los personajes principales de la compañía Nintendo. Luigi es el hermano menor de Mario y es el icónico compañero de su hermano mayor a lo largo de la franquicia de Mario. Luigi apareció por primera vez en el juego Mario Bros. de Game & Watch como ayudante de Mario y retuvo este papel en el juego arcade de Mario Bros., como el personaje controlado por el segundo jugador, y repitió este rol en Super Mario Bros., Super Mario Bros. 3 y Super Mario World, entre otros títulos. El primer juego en el que él estaba disponible como el personaje principal fue en Super Mario Bros. 2. Luigi es el principal deuteragonista de la serie Mario y ha sido el principal protagonista en cinco ocasiones: primero en el juego LCD Luigi's Hammer Toss para Game Watch de 1990, después en Mario is Missing! de 1993, en Luigi's Mansion para la Nintendo GameCube en 2001, en Luigi's Mansion: Dark Moon para Nintendo 3DS y en Luigi's Mansion 3 para Nintendo Switch, en estos cinco juegos él actúa como el héroe principal ya que Mario, el héroe habitual dentro de la franquicia, está en necesidad de rescate. Luigi también es el protagonista junto a su hermano en todos los episodios de las tres series de televisión DIC basados en Nintendo Entertainment System y Super Nintendo.
Originalmente, Luigi inició con un traje de color verde y con un cierto parecido físico a su hermano. Con el tiempo fue cambiando su personalidad y estilo. A medida que su papel en la serie Mario avanzaba, Luigi se convirtió en un personaje físicamente distinto, más alto y más delgado que su hermano mayor.
Luigi alcanzó popularidad junto a su hermano Mario desde el más famoso juego Super Mario Bros. de 1985. Ellos son quizás los personajes más populares en la historia de los videojuegos de todos los tiempos. Luigi es considerado el compañero más popular en la historia de los videojuegos de Nintendo por muchos, además de ser uno de los personajes íconos de Nintendo, y por otro lado, posiblemente es el compañero más ícono en la historia de los videojuegos de todos los tiempos.
La compañía Nintendo nombró al 2013, «El año de Luigi», para conmemorar el trigésimo aniversario de la existencia del personaje. En ese año, se lanzaron juegos que tuvieron a Luigi de principal estrella, como Luigi Mansion: Dark Moon, Mario & Luigi: Dream Team, Dr. Luigi y el nivel de paquete New Super Luigi U para New Super Mario Bros. U. Una temática desbloqueable titulada Luigi Bros., versión de Mario Bros., también se incluyó con Super Mario 3D World.

## Concepto y creación

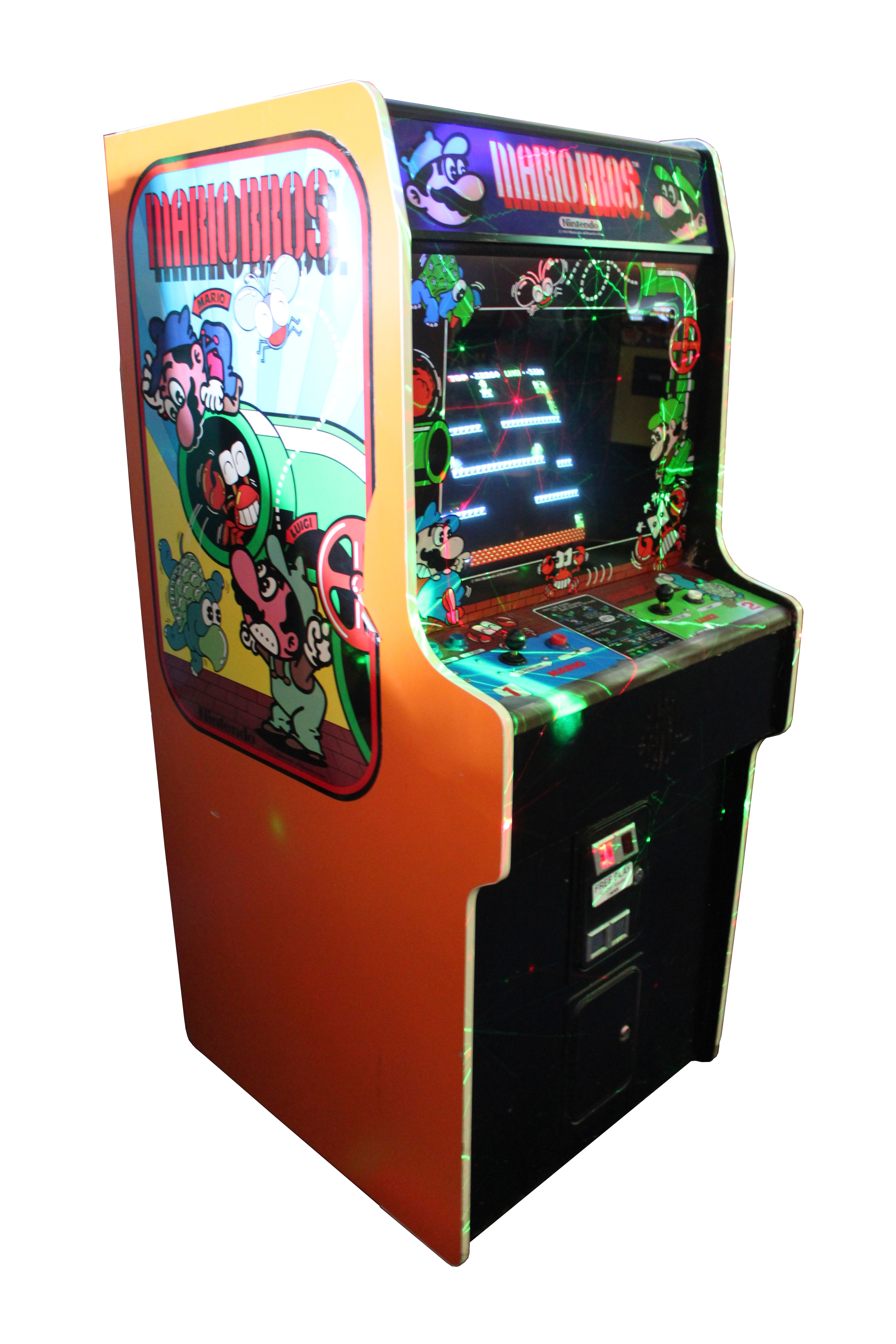
Shigeru Miyamoto creó a Luigi como segundo jugador para el arcade Mario Bros.

Los eventos que llevaron a la creación de Luigi comenzaron en 1982, durante el desarrollo de Donkey Kong, donde Shigeru Miyamoto había creado a Mario (entonces conocido como "Jumpman"), con la esperanza de poder reformular al personaje en una variedad de roles en juegos futuros. Miyamoto se inspiró en Joust para crear un juego con un modo simultáneo para dos jugadores, lo que lo llevó a desarrollar el juego Mario Bros. en 1983. En ese juego, a Luigi se le asignó el papel del hermano de Mario como el segundo jugador. personaje. Miyamoto observó que la palabra japonesa ruiji (類似?) significa "similar", explicando así las similitudes en tamaño, forma y jugabilidad de Luigi con Mario.
Si bien Miyamoto originalmente interpretó a Mario como un carpintero en Donkey Kong, tanto Mario como Luigi fueron diseñados como fontaneros italianos en Mario Bros., por sugerencia de un colega. Las limitaciones de software en el momento de los orígenes del juego respectivo significaron que la primera aparición de Luigi se limitó a un simple intercambio de paleta. En términos de gráficos y jugabilidad, los personajes eran completamente idénticos; el esquema de color verde adoptado para Luigi siguió siendo una de sus características físicas definitorias en lanzamientos posteriores.
Después del éxito de Mario Bros., Luigi se presentó a un público más amplio en 1985 con el lanzamiento del juego de consola Super Mario Bros. Una vez más, su papel se limitó a un intercambio de paleta y solo podía ser utilizado por el segundo jugador. La versión japonesa de Super Mario Bros. 2 en 1986, lanzada más tarde en Occidente como Super Mario Bros.: The Lost Levels, marcó el comienzo del desarrollo de Luigi para convertirse en un personaje más distinguido. El movimiento de Luigi ya no era idéntico; ahora podía saltar más alto y más lejos que su hermano, a expensas de la respuesta y la precisión del movimiento. 
Si bien esta versión de Super Mario Bros. 2 se lanzó en Japón, se consideró demasiado difícil para el público estadounidense en ese momento.  En consecuencia, en 1988, se desarrolló una versión alternativa para servir como Super Mario Bros. 2 para los jugadores occidentales (y luego lanzado en Japón como Super Mario USA); esta versión jugó un papel clave en la configuración de la apariencia actual de Luigi. El juego fue una conversión de Yume Kōjō: Doki Doki Panic, con los gráficos alterados para representar personajes y escenas de la franquicia Mario. En esta versión, el personaje de "Mama", que tenía el salto más alto entre el elenco original, sirvió como modelo para Luigi, lo que dio como resultado su apariencia más alta y delgada, combinada con su atuendo estilo Mario y su combinación de colores verdes. Hubo apariciones anteriores de Luigi siendo más alto que Mario: en Famicom Grand Prix II: 3D Hot Rally y en Super Mario Bros.: The Great Mission to Rescue Princess Peach; en el anime mencionado anteriormente vestía una camisa amarilla, un sombrero azul y un mono azul. Las ilustraciones promocionales de Super Mario Bros. 3 y Super Mario World muestran a Luigi con esta nueva apariencia, pero los juegos reales no adaptaron este diseño de personaje diferente hasta el juego de 1992 Super Mario Kart. La apariencia distintiva de Luigi de Super Mario USA se ha utilizado desde entonces, incluso para remakes de juegos más antiguos.

## Características

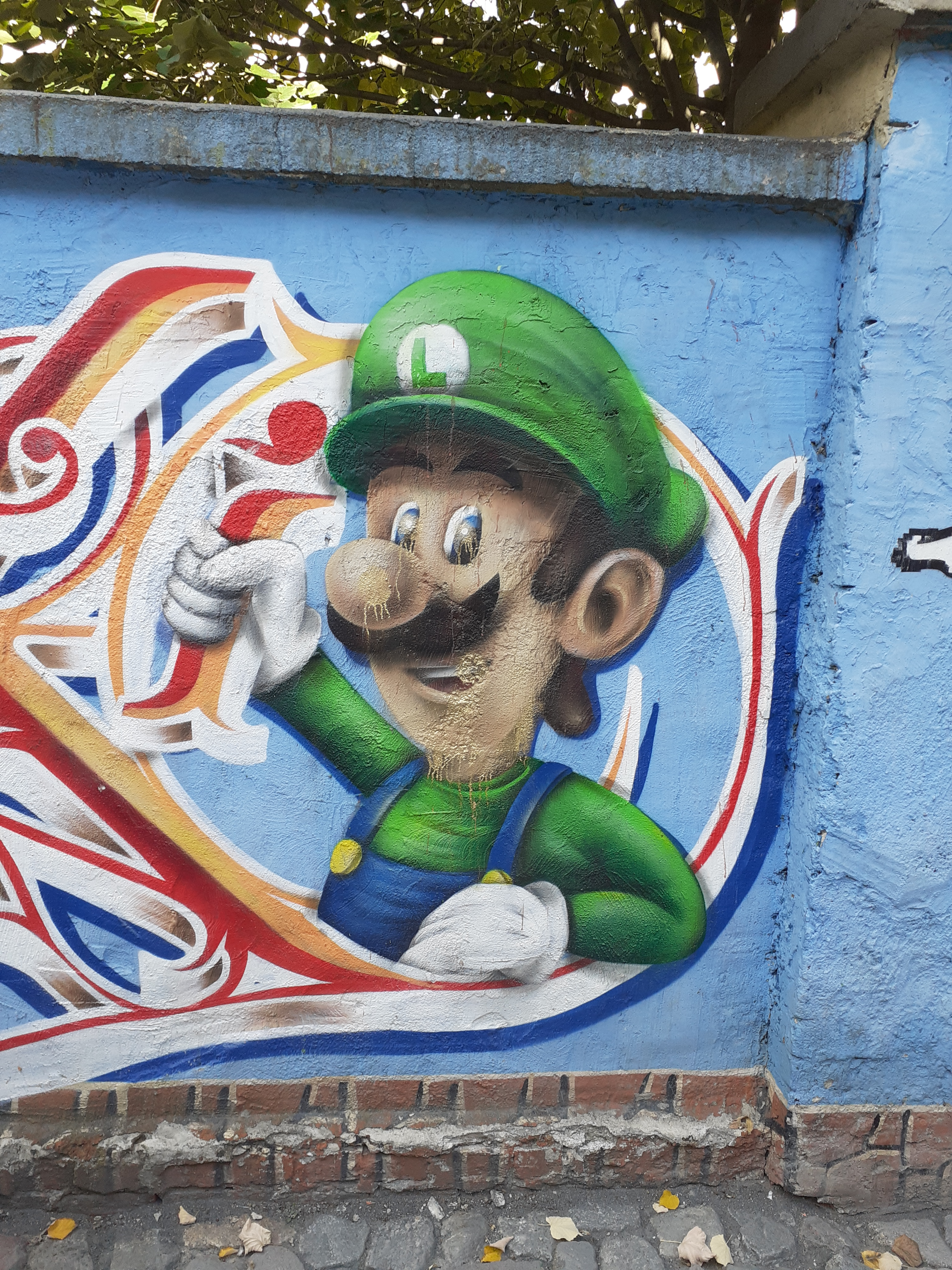
Grafiti de Luigi

Luigi es el hermano menor de Mario, aunque es más alto que él en los videojuegos de Nintendo. Primero apareció en el juego de Mario Bros. (Game and Watch), meses después en el arcade Mario Bros. (1983), luego en Super Mario Bros. como segundo jugador, papel que continuó desempeñando en Super Mario Bros. 3 y Super Mario World. Debido a las limitaciones tecnológicas en esa época, Luigi empezó con un diseño similar al de Mario, pero con un cambio de paleta en el que predominaba el color verde. Años más tarde, al mejorar la tecnología, fue cuando Luigi cambió físicamente, se hizo más alto y más delgado que su hermano mayor. Luigi se caracteriza por vestir con camisa de color verde con un overol azul, guantes blancos, zapatos marrones y una gorra verde que tiene inscrita una «L», que es la primera letra de su nombre.

El emblema que porta Luigi en su gorra es utilizado en múltiples juegos para relacionarlo a su vestimenta y a su nombre

La personalidad de Luigi también se desarrolló y se dice que es tímido, con tendencia siempre a permanecer detrás de su hermano, pero aun así es capaz de superar sus miedos para ayudar a sus seres queridos siempre que lo necesitan. Mide 1.75 metros y pesa 75 kilos. En Super Mario Bros. y otros juegos, al usar a Luigi de fuego, usa la misma ropa que la de Mario de fuego, solo que el mono es diferente (el de Mario rojo y el de Luigi verde) y también la letra de su gorra. Algo que se menciona de la nacionalidad de Luigi, como Mario, es italiano.
Por diversas razones, casi siempre es capaz de correr más rápido y saltar más alto que su hermano, aunque generalmente tiene menos tracción al correr, lo que lo hace algo más difícil de controlar.
Aunque no se ha hecho oficial, la princesa Daisy parece ser el interés romántico de Luigi. En NES Open Tournament, Daisy aparece como el caddie de Luigi, así mismo, Nintendo ha dejado pistas sobre la relación de Luigi y Daisy en otros juegos como Mario Kart Wii en el circuito de Daisy donde aparece una estatua de Luigi y Daisy bailando juntos.

### Nombre y apellido
El nombre de Luigi fue inspirado por el restaurante de pizzas cerca de la sede de Nintendo of America en Redmond Washington, que se llamaba "Mario & Luigi". También viene de ruiji (類似?), que en japonés significa similar.
Nintendo no le dio inicialmente a Luigi un apellido. Luigi en la película de 1993 se apellida "Mario", llamándose "Luigi Mario". En septiembre de 2015, en el festival del 30.º aniversario de Super Mario Bros., Miyamoto aparentemente declaró que el nombre completo de Mario era "Mario Mario". Por lo tanto, esto confirma indirectamente el nombre completo de Luigi como "Luigi Mario".

### Actor de voz

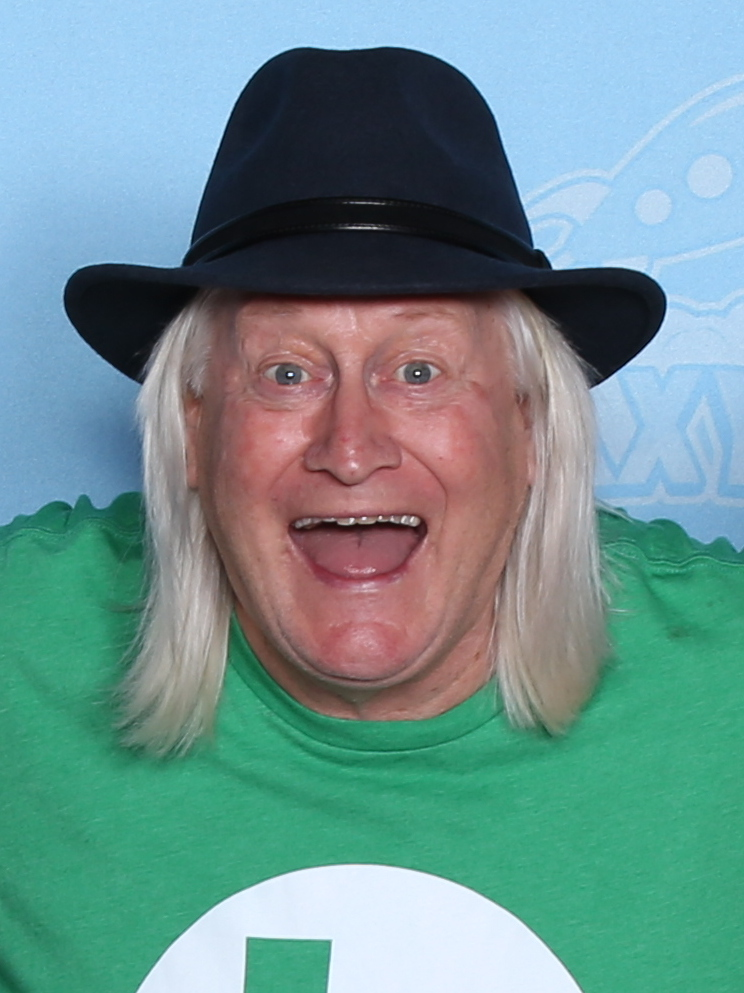
Charles Martinet, actor de voz de Luigi desde 1997 hasta 2022

Al igual que su apariencia, la interpretación vocal de Luigi ha fluctuado a lo largo de los años. Mario Kart 64, en el que muchos personajes tuvieron voz por primera vez, algunos personajes, incluido Luigi, tenían dos voces diferentes. Las versiones norteamericana y europea del juego cuentan con una voz grave para Luigi, proporcionada por Charles Martinet, quien también expresó a Mario, Wario y Waluigi. La versión japonesa utiliza una voz aguda en falsete, proporcionada por el entonces traductor de francés de Nintendo Julien Bardakoff. La actuación de voz inconsistente continuó en muchos juegos de Nintendo 64. Todas las versiones de Mario Party incluyen clips agudos de Bardakoff de Mario Kart 64.
En Mario Party 2, Luigi conservó esta voz más aguda. En Mario Golf, Mario Tennis y Mario Party 3, su voz volvió a un estado más bajo. Desde entonces, con las excepciones de Mario Kart: Super Circuit y Super Smash Bros. Melee, Luigi siempre ha tenido una voz de tono medio, interpretada por Martinet. En Mario Kart: Super Circuit, la voz de Luigi era la misma voz aguda de la versión japonesa de Mario Kart 64. En Super Smash Bros. y Super Smash Bros. Melee, la voz de Luigi se compone de clips de la voz de Mario tomados de Super Mario 64, con tonos elevados. En Super Smash Bros. Brawl, Super Smash Bros. para Nintendo 3DS y Wii U, y Super Smash Bros. Ultimate, tiene su propia voz (que es de tono medio) en lugar de una versión aguda de la de Mario. Luigi fue interpretado por Charlie Day en la adaptación cinematográfica de 2023. 

## Apariciones

### Videojuegos

#### SerieSuper Mario Bros.
Técnicamente, Luigi ha aparecido en todos los videojuegos de la saga de Mario, excepto en Super Mario RPG: Legend of the Seven Stars (aunque es mencionado en un deseo ya que dice que quiere ser como su hermano Mario y se lo ve marchando al inicio de los créditos), Super Mario 64, Super Mario Sunshine, Super Mario Odyssey (aunque aparece en el DLC de Mundoglobos) y en los juegos creados para la PC. En los siguientes renglones está especificado donde aparece:
- Mario Bros. (Game and Watch): El personaje de Luigi apareció por primera con su hermano trabajando en una fábrica de empaquetado de botellas. Este juego salió meses antes que el de recreativas.[11]
- Mario Bros.: Considerado como su primer debut, Luigi en este juego sale ayudando a su hermano a eliminar las plagas de las tuberías.[9]
- Super Mario Bros.: En este juego, Luigi es personaje controlable en segundo jugador, cosa que se repetiría en Super Mario Bros.: The Lost Levels, Super Mario Bros. 3 y Super Mario World.
- Super Mario Bros. 2: Aquí fue un personaje controlable que se caracterizaba por sus largos saltos. Este atributo lo hizo bastante popular entre los fanes de los juegos.
- Super Mario 64 DS: Aunque Luigi no apareció en el Super Mario 64 original, sí lo hizo en Super Mario 64 DS, el cual es una adaptación del juego original para el sistema portátil Nintendo DS. Al principio, Luigi, junto con Mario y Wario, entraron al castillo de la Princesa Peach, pero no regresaron, entonces Yoshi debe entrar al castillo para rescatarlos. Luigi fue capturado por el Rey Boo y el único que puede rescatarlo es Mario. Cuando derrota al Rey Boo, Mario obtiene una llave para rescatar a Luigi. Al igual que en otros juegos, Luigi se distingue por sus habilidades al saltar. Tiene también una habilidad que le permite aletear en el aire para hacer más suaves sus descensos. tras realizar el salto de espalda este podrá descender más despacio y esto permite el poder moverse en el aire con libertad, incluso puede caminar sobre la superficie del agua por pocos segundos. En este juego, cuando Luigi obtiene una "Flor de Poder" (Power Flower) se hace invisible, lo que le permite caminar a través de los enemigos y algunas paredes. En los minijuegos se descubre que Luigi es dueño de un casino.
- New Super Mario Bros.: En este título, de la consola portátil Nintendo DS, era un personaje controlable en el sistema multijugador "Mario vs. Luigi". Si en este juego se selecciona un archivo dejando presionado los botones L y R, se juega con Luigi en vez de Mario.
- Super Mario Galaxy: En este juego, de la consola Wii, Luigi aparece en un principio ayudando a Mario en su búsqueda de estrellas, pero si Mario consigue 120 estrellas es posible volver a jugar desde el principio controlando a su hermano (Al desbloquear a Luigi, se le escucha decir "Super Luigi Galaxy"). A diferencia de su hermano Mario y al igual que en otros juegos en los que apareció, Luigi tiene un salto más amplio y más largo, habilidad que le permite llegar con facilidad a lugares o plataformas a los que Mario alcanza con más dificultad y combinando saltos. También es más rápido que su hermano, pero su frenada es peor y resbala con facilidad en muchos tipos de terreno. Cabe destacar que si Mario consigue las 120 estrellas y luego desbloquea a Luigi, este en cierta parte del juego debe rescatar a otro Luigi que lo ayudará a recolectar más superestrellas. Cuando se le rescata, Rosalina (o Estela en España) le comenta: "Hemos encontrado a tu hermano gemelo, ve a visitarlo al estacionamiento, tiene algo importante que decirte", lo que causa controversia y hace suponer que los "Hermanos Mario" son 3. Al parecer, el último Luigi es el miedoso, mientras que el Luigi original es más valiente. Las únicas diferencias físicas entre ellos es que el "Luigi gemelo" es apenas más alto que el original, y su vestimenta es un tono más clara. Si el jugador desbloquea nuevamente las 120 estrellas con Luigi, se desbloqueará una estrella secreta.
- Super Mario Galaxy 2: Luigi aparece de vez en cuando diciéndote que si te sustituye por él en vez de Mario. También, si al final derrotas a Bowser, Luigi aparece dentro de una puerta de color verde en la Astronave, en la que si Mario entra, se sustituye por Luigi, convirtiéndose en una puerta color roja. Si entras de nuevo, se sustituye por Mario.
- New Super Mario Bros. Wii: En este juego, Luigi también es un personaje jugable como el anterior por un segundo jugador. Es posible usarlo como sustituto a él si Mario falla 8 veces en un mismo nivel. También se puede controlar en una cancelación y lo puede controlar el J2-J3-J4.
- Super Mario 3D Land: En este juego, se puede desbloquear cuando se pasan los 8 primeros mundos con Mario, este recibe una carta en la que dice que tienen a Luigi prisionero y decide ir a liberarlo, cuando lo consigue, es posible jugar con él. En este juego, Luigi al igual que en otros, salta más alto y más lejos. Al superar todos los niveles con Mario y Luigi, consiguiendo todas las monedas estrella y los banderines dorados, se desbloqueará un nivel secreto.
- New Super Mario Bros. U: También es posible jugar con Luigi en este juego como un segundo, tercer o cuarto jugador.
- Super Mario 3D World: En este juego se le puede controlar en el modo multijugador o en modo individual.
- Super Mario Run: Luigi aparece como personaje jugable desbloqueable en este juego. También cuenta con su salto alto.
- Super Mario Odyssey: Aunque Luigi no apareció físicamente en este juego, su gorra y atuendo pueden ser comprados y usados por Mario en cualquiera de las tiendas Crazy Cap. Luigi fue añadido como personaje no jugable en la actualización lanzada en febrero de 2018, como el anfitrión del nuevo minijuego de Mundo Globo.
- Super Mario Maker 2: Luigi aparece en Super Mario Maker 2 como un personaje jugable.
- Super Mario Bros. 35: Luigi aparece en Super Mario Bros. 35 como un personaje desbloqueable al llegar al nivel 100.
- Super Mario Bros. Wonder: Luigi aparece en Super Mario Bros. Wonder como un personaje jugable.

#### SerieMario & Luigi

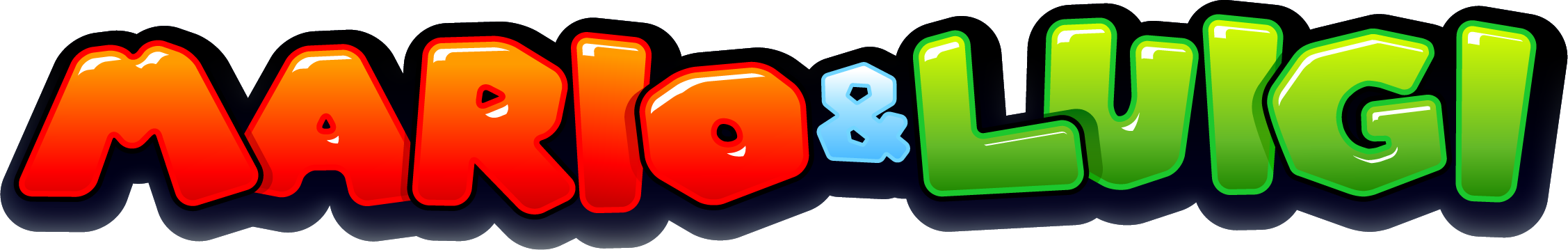

- Mario & Luigi: Superstar Saga: En este juego, es uno de los personajes principales del juego (El primero es Mario) que son controlables. En este juego está junto a Mario el cual puede estar atrás o adelante de él  (Alternando con Start). Luigi aprende habilidades como el salto alto, el modo topo y la mano de rayos.
- Mario & Luigi: Partners in Time: En esta ocasión es un personaje principal controlable, pero que ahora no puede intercambiar puestos con Mario.
- Mario & Luigi: Bowser's Inside Story: En esta ocasión es un personaje principal controlable, y vuelven las habilidades que pueden aprender, estas recolectando piezas de rompecabezas.
- Mario & Luigi: Dream Team: Aparece como personaje principal controlable.
- Mario & Luigi: Paper Jam: Aquí es un personaje principal controlable. Este juego es un crossover de las series de Mario & Luigi y Paper Mario.
- Mario & Luigi: Brothership: Aquí es un personaje principal controlable. Junto a su hermano acaba en Isla Nao  (Shipshape Island en inglés) desde la cual ayudan en la reunificación del continente Concordia mientras detienen al misterioso Shocke y sus secuaces y sus planes de inundar el mundo de solitud. Como en uno de los juegos anteriores, Luigi es base en la jugabilidad y ciertas secciones del juego donde sus ideas ayudan a su hermano Mario y el acompañante de turno Porcopolo (Snoutlet en inglés) en el transcurso de la aventura principal. En algunas de las batallas de jefe en el juego, ciertas secciones en el fondo del escenario le inspirarán estrategias para causar gran daño, habilitando para ello la opción temporal Idea de Luigi (Luigi Logic en inglés). Así también es estrella de ciertos momentos cómicos, como sus fallidos aterrizajes en cada nueva isla que él y Mario visitan.

#### SeriePaper Mario
- Paper Mario: En este juego, es un personaje secundario no controlable que cuida la casa mientras Mario no está. Además, en el sótano, guarda un diario secreto.
- Paper Mario: The Thousand-Year Door: Aquí es un personaje secundario no controlable, viaja a distintos lugares y le cuenta a Mario sus aventuras, no obstante, sus historias siempre ponen a dormir a Mario.
- Super Paper Mario: En esta ocasión es un personaje secundario controlable, pero para ello hay que vencerlo en una parte del juego porque es controlado por Count Bleck y al final porque Dimentio lo convirtió en un payaso-marioneta gigante.
- Paper Mario: Sticker Star: En este juego hace cameo, en donde hay que buscar a Luigi cinco veces en el juego.
- Paper Marioː Color Splash: En esta ocasión, al recoger todas las estrellas iris (finalmente la verde) Luigi vendrá a ayudar a Mario y lo llevará en su kart hacia el castillo de Bowser.
- Paper Mario: The Origami King: Luigi lleva Mario en su kart hacia el castillo de Peach, él y Mario son invitados a Toad Town para celebrar el Festival de Origami. Al darse cuenta de que la ciudad está desierta, los dos se dirigen al Castillo de Peach. Sin embargo, inmediatamente se encierran en el interior y Luigi se va a buscar la llave de la puerta principal. Después de que el Rey Olly reubica el Castillo de Peach, Mario ve el sombrero de Luigi dejado entre los escombros. Después de atravesar Whispering Woods y Graffiti Underground, Mario y Olivia localizan a Luigi en las ruinas del castillo atrapado en una pared. Después de ser liberado con los 1000 brazos plegados, Luigi se pone en marcha para encontrar la llave del castillo de Peach.

#### SerieMario + Rabbids
- Mario + Rabbids Kingdom Battle: Un maestro de los ataques de largo alcance (debido a su miedo a las líneas del frente) Luigi ha liderado valientemente muchas "retiradas de combate" gracias a su avanzada movilidad.
- Mario + Rabbids Sparks of Hope: Luigi aparece como un personaje jugable junto con Rabbid Luigi.

### Mario Party
Luigi aparece en toda la serie de videojuegos Mario Party como personaje controlable. Es radicalmente un juego de tablero pero tiene varios modos de juego:
- Arcade: 4 contra 4.
- Parejas: 2 contra 2, duelo (le quitan una cantidad variada de monedas a cada jugador y luego hay un juego el que gana el juego gana todas las monedas).

### Mario Kart
Luigi también aparece en todos los juegos de la serie Mario Kart como personaje controlable, perteneciendo a la categoría de personajes de peso medio. Luigi apareció como personaje singular en Mario Kart Tour, agregado en la temporada de Halloween incluyendo la pista Luigi's Mansion.

### Juegos deportivos
Luigi aparece en todas las series deportivas de Mario: tenis, golf, béisbol, fútbol, entre otras, como personaje jugable.

### Super Smash Bros.
- Super Smash Bros.: Luigi apareció en este juego como personaje desbloqueable. Lo puedes obtener completando las fases bonus de Break the Targets (romper los objetivos) y poseía unos movimientos muy similares a los de Mario aunque con algunas pequeñas diferencias: Luigi salta más alto que Mario pero tiene menos potencia de ataque física que él, aunque sus ataques especiales son más poderosos y golpea de diferente forma.
- Super Smash Bros. Melee: En Super Smash Bros. Melee (GameCube) Luigi volvía a aparecer como personaje oculto, lo puedes desbloquear en el modo aventura completando el reino champiñón cruzando la meta cuando el reloj marque el segundo 2 el los segundos, así:xx:x2:xx. Pero con modificaciones que le distinguían más de Mario.
- Super Smash Bros. Brawl: En la secuela Super Smash Bros. Brawl vuelve como un personaje oculto, y hace equipo con Ness y el Rey Dedede para destransformar a todos los héroes y luchar contra Tabbu. Luigi seguirá con casi los mismos movimientos de Melee, aunque con algunos pequeños cambios. También se le presenta como Luigi, la maravilla verde. Tiene casi los mismos movimientos de Mario pero se puede disparar con un gas y también puede lanzar bolas de fuego verdes que hacen un poco menos de daño que las de Mario pero tiene más posibilidades de hacer daño. Tiene la misma salvación que la de Mario, solo que esta puede mandar a volar al enemigo hasta fuera de la pantalla pero si fallas tienes probabilidades de que te hagan un ataque muy fuerte.
- Super Smash Bros. para Nintendo 3DS y Wii U: En esta nueva entrega, Luigi fue confirmado de forma oficial y temprana, en conmemoración de su 30.º aniversario que esta para este Super Smash Bros. en desarrollo, sus movimientos serán los mismos que tuvo en el Brawl sin cambios, este personaje puede jugarse desde el inicio ya que no hay que desbloquearlo.
- También aparece en Super Smash Bros. Ultimate como personaje desbloqueable.

### Juegos protagonizados por Luigi

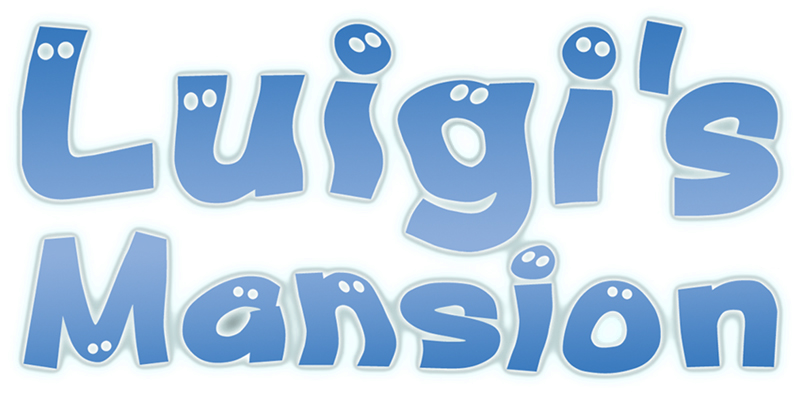

- Luigi's Hammer Toss: En este juego para Game Watch, deberás controlar a Luigi junto a un escudo para protegerse de esferas lanzadas por los enemigos.[12] Su jugabilidad es similar a la de un juego llamado Mario's Egg Catch Game, que también es para la Game Watch.
- Mario is Missing!: En este juego Mario está desaparecido. Luigi, con la ayuda de un mapa tiene que recorrer el mundo para poder encontrar a Mario.
- Luigi's Mansion: En este juego, para la consola GameCube, Luigi tiene que entrar a una mansión y salvar a su hermano Mario del Rey Boo, absorbiendo fantasmas con una aspiradora.
- Luigi's Mansion: Dark Moon: Una secuela del juego original para la consola portátil Nintendo 3DS, anunciado en el E3 2011. En este juego, Luigi explora varias casas infestadas de fantasmas.
- New Super Luigi U: En esta versión de New Super Mario Bros. U, Luigi es el protagonista del juego, en el cual Mario no aparece en ninguna parte del juego.
- Dr. Luigi: Siguiendo la temática de Dr. Mario, en esta ocasión el protagonista del juego es Luigi en vez de Mario.
- Luigi's Mansion 3: Juego de acción y aventura para Nintendo Switch y sucesor de Luigi's Mansion: Dark Moon. Luigi está acompañado de Gomiluigi, un clon de Luigi hecho de viscosidad verde que le ayudará en algunas misiones.

### Otros juegos

#### Mario & Sonic en los Juegos Olímpicos
Luigi es personaje seleccionable en las seis entregas: Mario & Sonic en los Juegos Olímpicos, Mario y Sonic en los Juegos Olímpicos de Invierno, Mario & Sonic en los Juegos Olímpicos Londres 2012, Mario y Sonic en los Juegos Olímpicos de Invierno Sochi 2014, Mario & Sonic en los Juegos Olímpicos Río 2016 y Mario y Sonic en los Juegos Olímpicos Tokio 2020.

### Apariciones fuera de los videojuegos

#### Cine
La primera aparición de Luigi en un medio distinto a los videojuegos fue en la película de anime Super Mario Bros.: Peach-Hime Kyushutsu Dai Sakusen! (1986), interpretado por Yū Mizushima. Junto a su hermano Mario, se embarca en una aventura en el misterioso y oculto Reino Champiñón para rescatar a la Princesa Peach de las garras de Bowser, quien la está forzando a casarse con él. A diferencia de como es usualmente representado Luigi en los juegos, aquí se le representa como una persona avariciosa y que usualmente piensa más en sí mismo que en su hermano Mario, algo que también hace que ambos se metan en bastantes problemas, bastante similar al personaje de Wario, pese a ello, Luigi también representa rasgos de ser más cobarde que Mario cuando se trata de enfrentar peligros. El diseño de Luigi es completamente diferente a lo visto en los juegos, ya que se lo ve usando una camisa amarilla y una gorra azul océano.
Luigi fue interpretado por John Leguizamo en la película de imagen real, Super Mario Bros. (1993), en la cual su aspecto y personalidad cambian, ya que no tiene bigote, se ve más joven, es de la misma estatura de su hermano, usa gorra de otro diseño volteada y, a diferencia de los juegos, es valiente y arriesgado. En la película, tuvo una relación romántica con la Princesa Daisy.
Luigi aparece en la película animada The Super Mario Bros. Movie (2023), donde su voz fue interpretada por Charlie Day. Él, junto con su hermano Mario, son residentes de Brooklyn que recientemente dejaron su trabajo en la construcción a favor de un negocio de plomería. Ambos entran a una tubería y mientras Mario es transportado al Reino Champiñón, Luigi es transportado a las Tierras Oscuras, donde es capturado por Bowser y sus fuerzas. Más tarde, se reúne con Mario cerca del clímax de la película para derrotar a Bowser.

#### Televisión
Luigi aparece en la serie de televisión The Super Mario Bros. Super Show! donde es interpretado por Danny Wells, tanto en imagen real como en voz, viviendo en Brooklyn junto con Mario en los segmentos de imagen real. Al igual que su hermano, Luigi trabaja como plomero y dirige Mario Brothers Plumbing junto con él. El episodio "Plummers Academy" muestra que se graduó de la Academia de Plomeros de Brooklyn junto con Mario. Los segmentos de imagen real muestran que los dos se ganaron una reputación por sus habilidades de plomería, e incluso recibieron el título de Plomeros del año en el segmento del mismo nombre. En los segmentos de dibujos animados de la serie, Luigi se une regularmente a su hermano en varias aventuras en el Reino Champiñón. En los segmentos animados, Luigi es representado como cobarde y demasiado cauteloso.
La voz de Luigi es interpretada por Tony Rosato en las dos series animadas posteriores a Super Show: The Adventures of Super Mario Bros. 3 y Super Mario World. La primera es casi exactamente como el Super Show, excepto que los Koopa Kids se unen a su padre para crear problemas a Luigi y los demás. Una vez más, se representa a Luigi como un personaje cauteloso y tímido; fácilmente asustado y renuente a hacer algo peligroso, a menos que signifique salvar a otros. Mientras que en Super Mario World cambia el escenario del Reino Champiñón al Mundo Dinosaurio, pero una vez más, es relativamente el mismo que los dibujos animados anteriores, con Mario, Luigi y la Princesa Toadstool deteniendo las tramas malvadas del Rey Koopa y sus Koopa Kids. Sin embargo, los héroes ahora cuentan con la ayuda del dinosaurio Yoshi (que reemplaza a Toad), quien en realidad fue descubierto por Luigi, quien encontró un huevo después de caer por una cascada.

## Personajes relacionados

### Waluigi

El emblema que porta Waluigi

Con el debut de Mario Tennis para la consola Nintendo 64, Luigi también ganó un rival: Waluigi. (Waluigi es el compañero y posiblemente hermano de Wario.) Waluigi ha aparecido en las series de Mario Party, (desde Mario Party 3) en la serie de Mario Kart, (desde Mario Kart: Double Dash!!), en algunos videojuegos de deportes y como jefe en Dance Dance Revolution: Mario Mix, pero hasta ahora solo ha aparecido como ayudante en Super Smash Bros. Brawl y trofeo en Super Smash Bros. Melee.

### Baby Luigi
Baby Luigi es la forma infantil de Luigi, como ocurre con Baby Mario. Viste de forma parecida a la de Luigi, pero utiliza pañales. La primera aparición de Baby Luigi fue en Super Mario World 2: Yoshi's Island, juego en el que fue secuestrado por Kamek, entonces es rescatado por Baby Mario y Yoshi. Como su forma adulta, Baby Luigi es doblado por Charles Martinet.
Baby Luigi aparece en Yoshi Touch & Go, donde Yoshi debe rescatar a Luigi lanzándole huevos a los Toadies que lo cargan. En el modo multijugador, el segundo jugador, Yoshi lleva a Baby Luigi en vez de Baby Mario.
Ha aparecido en Mario Kart: Double Dash!! junto con su forma adulta. El Kart de elección de Baby Luigi en Mario Kart: Double Dash!! es un coche de bebé. El también aparece en Mario Superstar Baseball como un personaje desbloqueable y es un personaje de la categoría de velocidad.
Baby Luigi protagoniza Mario & Luigi: Partners in Time junto a su forma adulta, Baby Mario y Mario. Las habilidades de Baby Luigi en batalla parecen ser idénticas a las de Baby Mario. El juego explica la coexistencia de los pares de hermanos en este juego diciendo que Mario y Luigi fueron traídos al pasado después de que la Princesa Peach viajara al antiguo Reino Champiñón y su viaje saliera terriblemente mal.
Baby Luigi aparece como personaje desbloqueable en Mario Kart desde Mario Kart Wii y en Mario Super Sluggers.

## Conmemoraciones

### Año de Luigi
El año de Luigi (en inglés, Year of Luigi) fue la celebración del treinta aniversario del personaje de ficción Luigi.  Creado por el diseñador de videojuegos japonés Shigeru Miyamoto para el juego arcade Mario Bros. en 1983, el personaje ha sido una figura recurrente en la franquicia de Mario, desempeñando a menudo un rol secundario en diversas entregas. Debido a la decisión de Nintendo de desarrollar Luigi's Mansion: Dark Moon y Mario & Luigi: Dream Team al mismo tiempo, declararon 2013 como El año de Luigi. Según Shigeru Miyamoto, los miembros del equipo también sentían el deseo de crear títulos centrados en él, ya que consideraban que su presencia «era insuficiente» en comparación con la de Mario. El 14 de febrero de 2013, el director ejecutivo Satoru Iwata anunció el evento a través de Nintendo Direct, que concluyó el 18 de marzo de 2014.
Entre los videojuegos lanzados se incluyen Dark Moon, New Super Luigi U y Dr. Luigi, todos protagonizados por Luigi y con escasa o nula presencia de Mario. Además, en Mario & Luigi Dream Team se le otorgó un papel protagónico destacado. En Super Mario 3D World hay referencias al personaje y a la remezcla de Mario Bros. titulada Luigi Bros. En general, tuvieron una acogida positiva por sus mecánicas y sus modos.

### Mes de Luigi
El 4 de octubre de 2019, Nintendo declaró que todo el mes de octubre sería el mes de Luigi. Esto se hizo para promocionar Luigi's Mansion 3, que se lanzó el 31 de octubre de 2019. El Mes de Luigi terminó el 1 de noviembre de 2019.

## Recepción

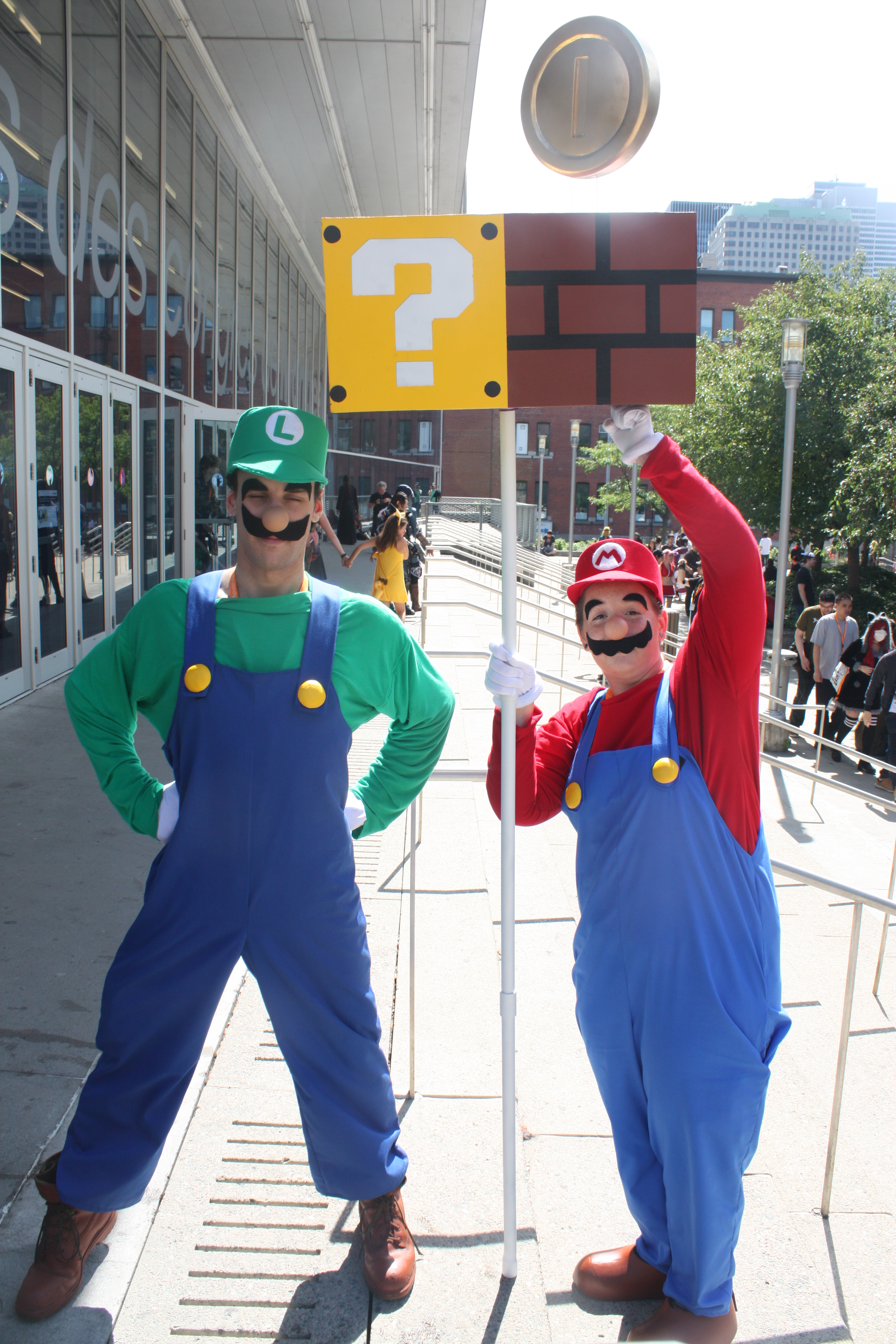
Cosplayers de Luigi y Mario

Desde su aparición en Super Mario Bros., Luigi ha recibido una recepción muy positiva. Nintendo Power enumeró a Luigi como su quinto héroe favorito, citando su confiabilidad y describiéndolo como un desvalido. También lo catalogaron como uno de los mejores bigotes. GameDaily enumeró al "chico olvidado" como uno de sus 25 mejores arquetipos de videojuegos, citando a Luigi como ejemplo y afirmando que carece del carisma de su hermano mayor Mario y que debería obtener otro papel protagónico. También enumeraron la aspiradora Poltergust 3000 de Luigi's Mansion como uno de los 25 mejores trucos de Nintendo. UGO Networks clasificó a Luigi en el puesto número 16 en su lista de los "25 italianos más memorables en los videojuegos", clasificándolo por encima del propio Mario.
Luigi ha aparecido en muchas listas de "Top Sidekicks". Machinima colocó a Luigi en su lista de los "10 mejores compañeros de juego". También fue catalogado como el mejor compañero en videojuegos por Maximum PC. IGN clasificó en segundo lugar en su lista de los 10 mejores, comentando «ninguna pareja ilustra el amor fraternal como Mario y Luigi». Luigi también ocupa el segundo lugar en la lista de los 10 mejores de ScrewAttack, donde comentan que aunque hace todo lo que hace Mario, no consigue la gloria. Maxim enumeró a Luigi como el segundo compañero más subestimado, detrás de Waylon Smithers de la serie de televisión Los Simpson.